# 郡家車站
郡家車站（日语：／ Kōge eki */?）是位於日本鳥取縣八頭郡八頭町，由西日本旅客鐵道（JR西日本）與若櫻鐵道所共用的鐵路車站，並由JR西日本負責管轄。本站是JR西日本的地方支線因美線與地方第三部門鐵路線若櫻線的分歧點，也是若櫻線的起點車站。然而在實際的營運上，行駛若櫻線的列車有半數是由鳥取發車後，經因美線駛入若櫻線；因此相形之下，郡家的轉車站地位就沒有太深的著墨。但JR西日本所屬的超級因幡與智頭急行所屬的超級白兔等特急列車仍會停靠本站。

## 車站結構

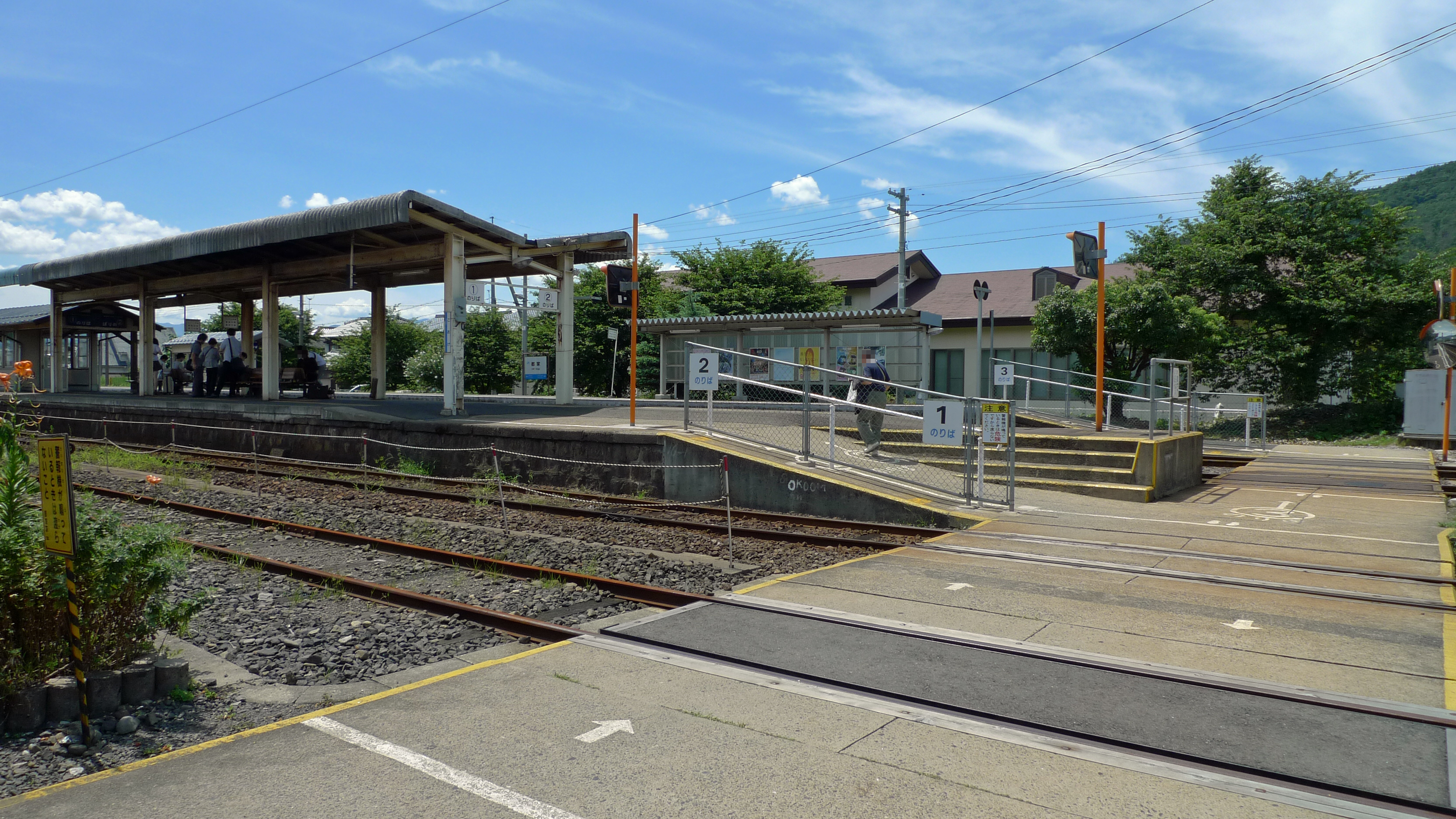
月台（2011年8月）

本站為擁有側式和島式月台2面3線的地面車站。鄰近站房側為島式月台（1、2號月台），對側則為側式月台（3號月台）。

### 月台配置
| 月台 | 路線    | 方向 | 目的地               | 備註                 |
| ---- | ------- | ---- | -------------------- | -------------------- |
| 1    | ■若櫻線 | -    | 往若櫻               |                      |
| 1    | 因美線  | 上行 | 往鳥取               | 若櫻線開抵的直通     |
| 2    | 因美線  | 下行 | 智頭、岡山、京都方向 |                      |
| 2    | 因美線  | 上行 | 鳥取、倉吉方向       | 通常在此月台         |
| 2    | ■若櫻線 | -    | 往若櫻               | 只限鳥取始發的一部分 |
| 3    | 因美線  | 上行 | 鳥取、倉吉方向       | 待避時               |

## 相鄰車站
※通過因美線的特急「超級白兔」「超級因幡」的相鄰停車站參見各列車條目。
西日本旅客鐵道
 因美線
東郡家－郡家－河原
若櫻鐵道
若櫻線（半數與JR因美線直通）
（東郡家）－郡家－八頭高校前

## 外部連結
- 郡家車站（JR西日本） （页面存档备份，存于）（日語）